# Stypendium Naukowe im. Gabriela Daniela Fahrenheita
Stypendium Naukowe prezydenta Miasta Gdańska im. Gabriela Daniela Fahrenheita (ang. G. D. Fahrenheit Scholarship) – pierwsze w Polsce stypendium przeznaczone na finansowanie studiów zagranicznych. Program stypendialny został rozpoczęty w 2005 roku z inicjatywy prezydenta Gdańska Pawła Adamowicza. Stypendium przyznawane jest co roku kilkunastu absolwentom matury międzynarodowej lub innym najwybitniejszym maturzystom.

## Cel
Celem stypendium jest umożliwienie najzdolniejszym absolwentom szkół średnich będących mieszkańcami Gdańska podjęcie studiów na renomowanych uczelniach zagranicznych. Stypendium ma być na tyle wysokie aby w dużej mierze pokryć koszty utrzymania na studiach.
W ten sposób władze miasta Gdańska chcą przyczynić się do tworzenia przyszłych elit intelektualnych miasta i kraju. Stypendyści mają służyć jako ambasadorowie miasta, którzy przyczynią się do promocji Gdańska i Polski zagranicą.

## Historia
Po akcesji Polski do Unii Europejskiej w 2004 roku Polscy maturzyści uzyskali prawo równego aplikowania i tych samych opłat na uczelniach europejskich, co osoby z innych krajów członkowskich. To spowodowało wielokrotne zmniejszenie opłat i zwiększenie przystępności studiów zagranicznych.
Szczególnie zainteresowani studiami zagranicznymi byli absolwenci Matury Międzynarodowej. Od 1993 roku III Liceum Ogólnokształcące im. Marynarki Wojennej RP w Gdyni i od 2002 roku III Liceum Ogólnokształcące im. Bohaterów Westerplatte w Gdańsku prowadziło program Matury Międzynarodowej. W 2005 roku sukcesy absolwentów tych szkół w przyjęciu na prestiżowe uczelnie brytyjskie – Oksford, Cambridge, uczelnie Londyńskie, Warwick – stało się motywacją dla prezydenta Pawła Adamowicza do stworzenia projektu programu stypendialnego.
Początkowo program miał obejmować wyłącznie absolwentów Matury Międzynarodowej. W wersji ostatecznej jednak w szczególnych wypadkach obejmuje również osoby legitymujące się maturą polską o wybitnych osiągnięciach.
Program stypendialny został zapoczątkowany w 2005 roku, poprzez objęcie nim szesnastu gdańszczan. W 2006 roku przyznano 11 stypendiów. W przyszłości planowane jest coroczne przyznawanie ok. 10 stypendiów.

## Przyznawanie stypendiów i obowiązki stypendystów
Stypendia przyznawane są na podstawie osiągnięć naukowych abiturientów, aktywności społecznej, udziale w konkursach, osiągnięciach sportowych oraz rodzaju kierunku i uczelni. Kandydat musi złożyć wniosek o przyznanie stypendium do Kapituły Stypendialnej. Przedłużenie otrzymywania stypendium wymaga po roku złożenia sprawozdania ze studiów i weryfikacji przez Kapitułę.
Stypendysta ma obowiązek zdobywania wiedzy i umiejętności, a także reprezentowania i promowania Gdańska na uczelni oraz podejmowania pracy wolontariackiej.
Skład Kapituły Stypendialnej:
- Paweł Adamowicz – prezydent Miasta Gdańska
- prof. dr hab. Halina Piekarek – Jankowska – Uniwersytet Gdański - (zmarła 26 maja 2011 roku)
- prof. dr hab. Janusz Limon – Gdański Uniwersytet Medyczny
- prof. dr hab. inż. Andrzej Czyżewski – Politechnika Gdańska

## Patron
Na patrona stypendium wybrano Gabriela Daniela Fahrenheita. Wybór tego urodzonego w Gdańsku fizyka, inżyniera i twórcy skali temperatury używanej w wielu krajach na całym świecie, ma na celu ukazanie wizji Gdańska jako miasta otwartego, ambitnego i inwestującego w naukę.

## Stypendyści 2005
- Magdalena Biskupska – Konservatorium Wien, Austria, skrzypce
- Piotr Gawlicki – Imperial College, London, Wielka Brytania, elektrotechnika elektronika
- Alexander Gosiewski – University of Sussex, Brighton, Wielka Brytania, prawo i stosunki międzynarodowe
- Jan Jóźwik – University of Essex, Colchester, Wielka Brytania, polityka, filozofia, ekonomia
- Michał Kucewicz – Cambridge University, Wielka Brytania, nauki przyrodnicze, neuronauka
- Gabriela Małczyńska – City University London, Wielka Brytania, zarządzanie ryzykiem finansowym i inwestycjami
- Mikołaj Orchowski – University of Warwick. Coventry, Wielka Brytania, biznes międzynarodowy z j. niemieckim
- Justyna Petke – University College London, Wielka Brytania, matematyka i informatyka
- Hanna Płotka – University of St. Andrews, St. Andrews, Wielka Brytania, matematyka
- Jagoda Płotka – University of Liverpool, Wielka Brytania, stomatologia i ortodoncja
- Anna Szulc – Lancaster University, Lancaster, Wielka Brytania, biochemia z biomedycyną
- Alicja Szymańska – The University of Manchester, Wielka Brytania, handel międzynarodowy, finanse i ekonomia
- Natalia Szypiłow – Royal Free and University College Medical School, University College London, Wielka Brytania, medycyna
- Marta Wojnowska – University College London, Wielka Brytania, genetyka
- Anna Żółkiewicz – Univwersytet Oksfordzki, Wielka Brytania, języki nowożytne

## 2006
- Joanna Borek – Uniwersytet Edynburski, Wielka Brytania, fizyka chemiczna
- Maciej Gorgol – University of Warwick, Coventry, Wielka Brytania, ekonomia
- Katarzyna Grabowska – London School of Economics and Political Science, Wielka Brytania, ekonomia
- Michał Hoffman – Imperial College London, Wielka Brytania, informatyka
- Marta Jakubanis – Columbia University, Nowy Jork, USA, nauki polityczne – stosunki międzynarodowe
- Katarzyna Kadłubowska – Staatliche Hochschule fur Musik und Darstellende Kunst Stuttgart, Niemcy, studia muzyczne – specjalność perkusja
- Ewa Kochanowska – University of London, Wielka Brytania, neuronauka
- Aleksandra Kozik – University of Sussex, Brighton, Wielka Brytania, prawo i stosunki międzynarodowe
- Rafał Szepietowski – Uniwersytet Edynburski, Wielka Brytania, astronomia
- Magdalena Zwierz – Universiteit Maastricht, Maastricht, Holandia, prawo europejskie

## 2007
- Filip Auksztol – Uniwersytet Oksfordzki, Wielka Brytania, Inżynieria
- Piotr Baszuro - City University London, Cass Business School, Wielka Brytania, Zarządzanie Inwestycjami i Ryzykiem Finansowym
- Ewelina Gołębiewska – Uniwersytet Edynburski, Wielka Brytania, Biotechnologia i Farmakologia
- Jakub Kallas – Universite Pierre & Marrie Curie, Paryż, Kierunek Matematyczno-Informatyczny
- Maria Kordonowska – Columbia University, Nowy Jork, USA, Psychologia organizacyjna
- Jakub Sikorowski – Uniwersytet Oksfordzki, Wielka Brytania, Fizyka
- Mateusz Żelazny – Uniwersytet Edynburski, Wielka Brytania, Fizyka